# آلفورویل
شهر آلفُرویل (به فرانسوی: Alfortville) در شهرستان ول-دو-مرن در ناحیه ایل-دو-فرانس با جمعیت ۴۲٬۷۴۳ نفر در کشور فرانسه واقع شده‌است